# Мостовка (потік)
Мостовка (словац. Mostovka) — річка в Словаччині; ліва притока Ондави довжиною 11 км. Протікає в окрузі Свидник.
Витікає в  масиві Лаборецька Верховина на висоті 580 метрів. Протікає територією сіл Кечківці і Вишній Орлик.
Впадає в Ондаву на висоті 265 метрів.